# エーベルハルト・エイムラー
エーベルハルト・エイムラー（Eberhard Eimler、1930年11月30日 - )はドイツ空軍の軍人。最終階級はドイツ連邦軍大将。

## 来歴
最終的にドイツ国防軍少将まで昇進したロベルト・エイムラーの息子としてウルムに生まれる。中等教育を終えた後、電気技師となり、シュゥットガルト大学で工学を学んだ。
1956年5月に、再軍備に伴い新設されたドイツ連邦軍空軍に入営。パイロット訓練を受けた後、中尉となり飛行教官を務める。1961年に連邦軍指揮幕僚大学校を首席で卒業、直後に少佐に昇進。1966年には第3代空軍総監となったヨハネス・シュタインホフの副官を務める。
1976年に准将に昇進後、1977年7月には少将として第二空軍師団長に就任、1980年には中将に昇進し、NATO組織下のAllied Air Forces Central Europeの副司令官に就任。1983年にはフリードリヒ・オブレサーの後任として連邦軍空軍最高位の空軍総監に就任したが、エイムラーはドイツ国防軍の所属経験が無い初の空軍総監であった。離任後の1987年には欧州連合軍副最高司令官に昇進、それに伴い大将となった。ドイツ再統一直前の1990年9月に退役。ドイツ連邦共和国功労勲章を受賞した。